# US Open de 1975
O US Open de 1975 foi um torneio de tênis disputado nas quadras de saibro do West Side Tennis Club, no distrito de Forest Hills, em Nova York, nos Estados Unidos, entre 27 de agosto a 7 de setembro. Corresponde à 8ª edição da era aberta e à 95ª de todos os tempos.

## Finais

### Profissional
| Categoria | Evento    | Campeã(s)(o/ões)             | Vice-campeã(s)(o/ões)         | Resultado     | Chave(s)  | Chave(s)       |
| --------- | --------- | ---------------------------- | ----------------------------- | ------------- | --------- | -------------- |
| Simples   | Masculino | Manuel Orantes               | Jimmy Connors                 | 6–4, 6–3, 6–3 | principal | qualificatório |
| Simples   | Feminino  | Chris Evert                  | Evonne Goolagong Cawley       | 5–7, 6–4, 6–2 | principal | qualificatório |
| Duplas    | Masculino | Jimmy Connors Ilie Năstase   | Tom Okker Marty Riessen       | 6–4, 7–6      | principal | principal      |
| Duplas    | Feminino  | Margaret Court Virginia Wade | Rosie Casals Billie Jean King | 7–5, 2–6, 7–6 | principal | principal      |
| Duplas    | Misto     | Rosie Casals Dick Stockton   | Billie Jean King Fred Stolle  | 6–3, 7–6      | principal | principal      |

### Juvenil
| Categoria | Evento    | Campeã(s)(o/ões)   | Vice-campeã(s)(o/ões) | Resultado     | Chave(s)  | Chave(s)       |
| --------- | --------- | ------------------ | --------------------- | ------------- | --------- | -------------- |
| Simples   | Masculino | Howard Schoenfield | Chris Lewis           | 6–4, 6–2      | principal | qualificatório |
| Simples   | Feminino  | Natasha Chmyreva   | Greer Stevens         | 6–7, 6–2, 6–2 | principal | qualificatório |